# Sourou Sport Tougan
Der Sourou Sport de Tougan, auch als Sourou Sport bekannt, ist ein Sportverein aus Tougan, einer Kleinstadt im Nordwesten des westafrikanischen Staates Burkina Faso. Sourou ist die Provinz, deren Hauptstadt Tougan ist.

## Geschichte
Der Verein entstand 1954 unter dem Namen AS Tougan mit dem Präsidenten Zio Mama. Unter Eloi Adjessi aus Dahomey wurde der Vereinsname 1956 in Sourou Sport geändert.
Obwohl der Verein das Erreichen der Aufstiegsrunde der zweiten Spielklasse verpasst hatte, konnte er sich in einem Relegationsspiel gegen Nalambou FC Fada N'Gourma für die erste Liga qualifizieren, da von den sechs Mannschaften der Runde nur ein Verein vorbehaltlos aufstiegsberechtigt war (AS Koupéla). Für die anderen Klubs, aus Ouagadougou und Bobo-Dioulasso, galt eine gesonderte Aufstiegsregelung. Um das Relegationsspiel hatte es Kontroversen gegeben, da die Verantwortlichen von Sourou Sport der Meinung waren, der Direktaufstieg stehe ihnen den Regularien zufolge zu. Der Verband folgte dieser Argumentation nicht.